# Malling Sogn
Malling Sogn er et sogn i Århus Søndre Provsti (Århus Stift).
I 1800-tallet var Malling Sogn anneks til Beder Sogn. Begge sogne hørte til Ning Herred i Aarhus Amt. Malling Sogn tilhørte Beder-Malling Kommune fra 1842 til 1870. Kommunen blev ved kommunalreformen i 1970 indlemmet i Aarhus Kommune.
I Malling Sogn ligger Malling Kirke og Malling Landbrugsskole, der blev oprettet i 1889 og nu er en del af Jordbrugets UddannelsesCenter Århus. 
I sognet findes følgende autoriserede stednavne:
- Ajstrup (bebyggelse)
- Ajstrup Strand (bebyggelse)
- Banevolden (station)
- Bisgård (bebyggelse)
- Egelund (areal)
- Elkær (bebyggelse)
- Elmose (bebyggelse)
- Ennehøj (areal)
- Frederiksodde (bebyggelse)
- Krekær (bebyggelse, ejerlav)
- Lillenor (bebyggelse)
- Malling (bebyggelse, ejerlav)
- Malling Bjerge (bebyggelse)
- Malling Nymark (bbyggelse)
- Malling Østerskov (bebyggelse)
- Mariendal Havbakker (bebyggelse)
- Neder Fløjstrup (bebyggelse, ejerlav)
- Norsminde (bebyggelse)
- Pedholt (bebyggelse, ejerlav)
- Pøel (bebyggelse)
- Rughaven (bebyggelse)
- Skovbjerg (bebyggelse)
- Skåbling (bebyggelse)
- Snovdrup (bebyggelse)
- Starup (bebyggelse, ejerlav)
- Storenor (bebyggelse)
- Synnedrup (bebyggelse, ejerlav)
- Vormstrup (bebyggelse, ejerlav)